# Passiflora micrantha
Passiflora micrantha är en passionsblomsväxtart som beskrevs av Ellsworth Paine Killip. Passiflora micrantha ingår i släktet passionsblommor, och familjen passionsblomsväxter. Inga underarter finns listade i Catalogue of Life.